# ألفارو ديلغادو
ألفارو ديلغادو (بالإسبانية: Álvaro Delgado Gómez) هو صحفي وكاتب مكسيكي، ولد في 1966.